# Campionat del Món d'atletisme de 1999
El 7è campionat del Món d'atletisme, organitzat per l'Associació Internacional de Federacions d'Atletisme, es va celebrar a l'estadi Olímpic de la Cartuja de Sevilla entre el 20 i el 29 d'agost.
Aquest és el primer campionat del Món en què es competeix en salt amb perxa i llançament de martell femení.

## Resultats masculins

### Curses
1995 |1997 |1999 |2001 |2003
| Prova: | Or:                                                                             | Or:           | Argent:                                                                             | Argent:      | Bronze:                                                                                                | Bronze:      |
| --- | ------------------------------------------------------------------------------- | ------------- | ----------------------------------------------------------------------------------- | ------------ | --- | ------------ |
| 100 m Detalls | Maurice Greene · United States                                                  | 9.80 (CR)     | Bruny Surin · Canada                                                                | 9.84 (NR)    | Dwain Chambers · Regne Unit                                                                            | 9.97 (PB)    |
| 200 m Detalls | Maurice Greene · United States                                                  | 19.90 (SB)    | Claudinei da Silva · Brazil                                                         | 20.00 (PB)   | Francis Obikwelu · Nigeria                                                                             | 20.11        |
| 400 m Detalls | Michael Johnson · United States                                                 | 43.18 (WR)    | Sanderlei Claro Parrela · Brazil                                                    | 44.29 (AR)   | Alejandro Cárdenas · Mexico                                                                            | 44.31 (NR)   |
| 800 m Detalls | Wilson Kipketer · Denmark                                                       | 1:43.30       | Hezekiél Sepeng · South Africa                                                      | 1:43.32      | Djabir Saïd Guerni · Algeria                                                                           | 1:44.18 (NR) |
| 1500 m Detalls | Hicham El Guerrouj · Morocco                                                    | 3:27.65 (CR)  | Noah Ngeny · Kenya                                                                  | 3:28.73 (NR) | Reyes Estévez · Spain                                                                                  | 3:30.57 (PB) |
| 5000 m Detalls | Salah Hissou · Morocco                                                          | 12:58.13 (CR) | Benjamin Limo · Kenya                                                               | 12:58.72     | Mohammed Mourhit · Belgium                                                                             | 12:58.80     |
| 10000 m Detalls | Haile Gebrselassie · Ethiopia                                                   | 27:57.27      | Paul Tergat · Kenya                                                                 | 27:58.56     | Assefa Mezegebu · Ethiopia                                                                             | 27:59.15     |
| Marató Detalls | Abel Antón · Spain                                                              | 2:13:36       | Vincenzo Modica · Italy                                                             | 2:14:03      | Nobuyuki Sato · Japan                                                                                  | 2:14:07      |
| 110 m tanques Detalls | Colin Jackson · Regne Unit                                                      | 13.04 (SB)    | Anier García · Cuba                                                                 | 13.07 (NR)   | Duane Ross · United States                                                                             | 13.12 (PB)   |
| 400 m tanques Detalls | Fabrizio Mori · Italy                                                           | 47.72 (WL)    | Stéphane Diagana · France                                                           | 48.12 (SB)   | Marcel Schelbert · Switzerland                                                                         | 48.13 (NR)   |
| 3000 m obstacles Detalls | Christopher Kosgei · Kenya                                                      | 8:11.76       | Wilson Boit Kipketer · Kenya                                                        | 8:12.09      | Ali Ezzine · Morocco                                                                                   | 8.12.73      |
| 20 km marxa Detalls | Ilià Màrkov · Russia                                                            | 1:23:34       | Jefferson Pérez · Ecuador                                                           | 1:24:19      | Daniel García · Mexico                                                                                 | 1:24:31      |
| 50 km marxa Detalls | Ivano Brugnetti · Italy                                                         | 3:47:54 (PB)  | Nikolay Matyukhin · Russia                                                          | 3:48:18      | Curt Clausen · United States                                                                           | 3:50:55      |
| 4x100 m Detalls | Jon Drummond, · Tim Montgomery, · Brian Lewis, · Maurice Greene · United States | 37.59 (WL)    | Jason Gardener, · Darren Campbell, · Marlon Devonish, · Dwain Chambers · Regne Unit | 37.73 (AR)   | Raphael de Oliveira, · Claudinei da Silva, · Edson Luciano Ribeiro, · André Domingos da Silva · Brazil | 38.05 (AR)   |
| 4x400 m Detalls | Tomasz Czubak, · Robert Mackowiak, · Jacek Bocian, · Piotr Haczek · Poland      | 2:58.91 (SB)  | Michael McDonald, · Greg Haughton, · Danny McFarlane, · Davian Clarke · Jamaica     | 2:59.34      | ningú                                                                                                  | ningú        |
| AR Rècord del continent \| CR Rècord del campionat \| NR Rècord nacional \| OR Rècord olímpic \| PB/PR Millor marca personal/Rècord personal SB Millor marca personal de la temporada \| WL Millor marca mundial de l'any \| WR Rècord del món |                                                                                 |               |                                                                                     |              | |              |

- El rus German Skurygin va guanyar la prova dels 50 km marxa amb un temps de 3:44:23, però va ser desqualificat després de donar positiu en un control antidopatge el novembre de 2001.
- L'equip nigerià de 4x100 metres relleus (Innocent Asonze, Francis Obikwelu, Daniel Effiong i Deji Aliu), va acabar originalment en tercera posició amb 37.91, però va ser desqualificat el 31 d'agost de 2005 quan es va descobrir que Innocent Asonze havia donat positiu a un test antidopatge en juny de 1999.
- L'equip estatunidenc de 4x400 metres relleus va acabar primer, però va ser desqualificat per la confessió d'Antonio Pettigrew d'haver-se dopat entre 1997 i 2003.

### Concursos
1995 |1997 |1999 |2001 |2003
| Prova: | Or:                                | Or:        | Argent:                         | Argent:    | Bronze:                       | Bronze:   |
| --- | ---------------------------------- | ---------- | ------------------------------- | ---------- | ----------------------------- | --------- |
| Salt d'alçada Detalls | Vyacheslav Voronin · Russia        | 2.37 (WL)  | Mark Boswell · Canada           | 2.35 (NR)  | Martin Buß · Germany          | 2.32      |
| Salt de llargada Detalls | Iván Pedroso · Cuba                | 8.56       | Yago Lamela · Spain             | 8.40       | Gregor Cankar · Slovenia      | 8.36 (SB) |
| Salt amb perxa Detalls | Maksim Taràssov · Russia           | 6.02 (CR)  | Dmitri Màrkov · Australia       | 5.90       | Aleksandr Averbukh · Israel   | 5.80 (NR) |
| Triple salt Detalls | Charles Friedek · Germany          | 17.59 (WL) | Rostislav Dimitrov · Bulgaria   | 17.49 (PB) | Jonathan Edwards · Regne Unit | 17.48     |
| Llançament de pes Detalls | C.J. Hunter · United States        | 21.79 (PB) | Oliver-Sven Buder · Germany     | 21.42 (SB) | Oleksandr Bagach · Ukraine    | 21.26     |
| Llançament de disc Detalls | Anthony Washington · United States | 69.08 (CR) | Jürgen Schult · Germany         | 68.18 (SB) | Lars Riedel · Germany         | 68.09     |
| Llançament de javelina Detalls | Aki Parviainen · Finland           | 89.52      | Konstadinos Gatsioudis · Greece | 89.18      | Jan Železný · Czech Republic  | 87.67     |
| Llançament de martell Detalls | Karsten Kobs · Germany             | 80.24      | Zsolt Németh · Hungary          | 79.05      | Vladislav Piskunov · Ukraine  | 79.03     |
| Decatló Detalls | Tomáš Dvořák · Czech Republic      | 8744       | Dean Macey · Regne Unit         | 8556 (PB)  | Chris Huffins · United States | 8547 (SB) |
| AR Rècord del continent \| CR Rècord del campionat \| NR Rècord nacional \| OR Rècord olímpic \| PB/PR Millor marca personal/Rècord personal SB Millor marca personal de la temporada \| WL Millor marca mundial de l'any \| WR Rècord del món |                                    |            |                                 |            |                               |           |

## Resultats femenins

### Curses
1995 |1997 |1999 |2001 |2003
| Prova: | Or:                                                                                       | Or:           | Argent:                                                                                        | Argent:       | Bronze:                                                                          | Bronze:       |
| --- | ----------------------------------------------------------------------------------------- | ------------- | ---------------------------------------------------------------------------------------------- | ------------- | -------------------------------------------------------------------------------- | ------------- |
| 100 m Detalls | Marion Jones · United States                                                              | 10.70 (CR)    | Inger Miller · United States                                                                   | 10.79         | Ekaterini Thanou · Greece                                                        | 10.84         |
| 200 m Detalls | Inger Miller · United States                                                              | 21.77 (WL)    | Beverly McDonald · Jamaica                                                                     | 22.22 (PB)    | Merlene Frazer · Jamaica · Andrea Philipp · Germany                              | 22.26         |
| 400 m Detalls | Cathy Freeman · Australia                                                                 | 49.67 (SB)    | Anja Rücker · Germany                                                                          | 49.74 PB      | Lorraine Graham-Fenton · Jamaica                                                 | 49.92 (PB)    |
| 800 m Detalls | Ludmila Formanová · Czech Republic                                                        | 1:56.68       | Maria de Lurdes Mutola · Mozambique                                                            | 1:56.72       | Svetlana Masterkova · Russia                                                     | 1:56.93       |
| 1500 m Detalls | Svetlana Masterkova · Russia                                                              | 3:59.53 (SB)  | Regina Jacobs · United States                                                                  | 4:00.35 (PB)  | Kutre Dulecha · Ethiopia                                                         | 4:00.96 (SB)  |
| 5000 m Detalls | Gabriela Szabo · Romania                                                                  | 14:41.82 (CR) | Zahra Ouaziz · Morocco                                                                         | 14:43.15      | Ayelech Worku · Ethiopia                                                         | 14:44.22 (PB) |
| 10000 m Detalls | Gete Wami · Ethiopia                                                                      | 30:24.56 (CR) | Paula Radcliffe · Regne Unit                                                                   | 30:27.13 (NR) | Tegla Loroupe · Kenya                                                            | 30:32.03 (NR) |
| Marató Detalls | Jong Song-Ok · North Korea                                                                | 2:26:59 (NR)  | Ari Ichihashi · Japan                                                                          | 2:27:02 (PB)  | Lidia Simon · Romania                                                            | 2:27:41       |
| 100 m tanques Detalls | Gail Devers · United States                                                               | 12.37 (WL)    | Gloria Alozie · Nigeria                                                                        | 12.44 (AR)    | Ludmila Engqvist (Narozhilenko) · Sweden                                         | 12.47 (NR)    |
| 400 m tanques Detalls | Daimí Pernía · Cuba                                                                       | 52.89 (WL)    | Nezha Bidouane · Morocco                                                                       | 52.90 (AR)    | Deon Hemmings · Jamaica                                                          | 53.16 (SB)    |
| 20 km marxa Detalls | Liu Hongyu · Xina                                                                         | 1:30:50       | Wang Yan · Xina                                                                                | 1:30:52       | Kerry Saxby-Junna · Australia                                                    | 1:31:18 SB    |
| 4x100 m Detalls | Savatheda Fynes, · Chandra Sturrup, · Pauline Davis-Thompson, · Debbie Ferguson · Bahamas | 41.92 (WL)    | Patricia Girard, · Muriel Hurtis, · Katia Benth, · Christine Arron · France                    | 42.06 (NR)    | Aleen Bailey, · Merlene Frazer, · Beverly McDonald, · Peta-Gaye Dowdie · Jamaica | 42.15 (SB)    |
| 4x400 m Detalls | Tatyana Chebykina, · Svetlana Goncharenko, · Olga Kotlyarova, · Natalya Nazarova · Russia | 3:21.98 (WL)  | Suziann Reid, · Maicel Malone-Wallace, · Michelle Collins, · Jearl Miles-Clark · United States | 3:22.09 (SB)  | Anke Feller, · Uta Rohländer, · Anja Rücker, · Grit Breuer · Germany             | 3:22.43 (SB)  |
| AR Rècord del continent \| CR Rècord del campionat \| NR Rècord nacional \| OR Rècord olímpic \| PB/PR Millor marca personal/Rècord personal SB Millor marca personal de la temporada \| WL Millor marca mundial de l'any \| WR Rècord del món |                                                                                           |               |                                                                                                |               |                                                                                  |               |

### Concursos
1995 |1997 |1999 |2001 |2003
| Prova: | Or:                             | Or:        | Argent:                       | Argent:    | Bronze:                              | Bronze:   |
| --- | ------------------------------- | ---------- | ----------------------------- | ---------- | ------------------------------------ | --------- |
| Salt d'alçada Detalls | Inha Babakova · Ukraine         | 1.99       | Yelena Yelesina · Russia      | 1.99       | Svetlana Lapina · Russia             | 1.99 (PB) |
| Salt amb perxa Detalls | Stacy Dragila · United States   | 4.60 (WR)  | Anzhela Balakhonova · Ukraine | 4.55 (AR)  | Tatiana Grigorieva · Australia       | 4.45      |
| Salt de llargada Detalls | Niurka Montalvo · Spain         | 7.06 (NR)  | Fiona May · Italy             | 6.94       | Marion Jones · United States         | 6.83      |
| Triple salt Detalls | Paraskevi Tsiamita · Greece     | 14.88      | Yamilé Aldama · Cuba          | 14.61      | Olga Vasdeki · Greece                | 14.61     |
| Llançament de pes Detalls | Astrid Kumbernuss · Germany     | 19.85 (SB) | Nadine Kleinert · Germany     | 19.61 (PB) | Svetlana Krivelyova · Russia         | 19.43     |
| Llançament de disc Detalls | Franka Dietzsch · Germany       | 68.14      | Anastasia Kelesidu · Greece   | 66.05      | Nicoleta Grasu · Romania             | 65.35     |
| Llançament de martell Detalls | Mihaela Melinte · Romania       | 75.20      | Olga Kuzenkova · Russia       | 72.56      | Lisa Misipeka · Samoa Nord-americana | 66.06     |
| Llançament de javelina Detalls | Mirela Manjani-Tzelili · Greece | 67.09 (PB) | Tatyana Shikolenko · Russia   | 66.37 (PB) | Trine Hattestad · Norway             | 66.06     |
| Heptatló Detalls | Eunice Barber · France          | 6861 (PB)  | Denise Lewis · Regne Unit     | 6724       | Ghada Shouaa · Syria                 | 6500      |
| AR Rècord del continent \| CR Rècord del campionat \| NR Rècord nacional \| OR Rècord olímpic \| PB/PR Millor marca personal/Rècord personal SB Millor marca personal de la temporada \| WL Millor marca mundial de l'any \| WR Rècord del món |                                 |            |                               |            |                                      |           |

## Medaller
| Posició: | Nació:               | Or: | Argent: | Bronze: | Total: |
| -------- | -------------------- | --- | ------- | ------- | ------ |
| 1.       | United States        | 10  | 3       | 4       | 17     |
| 2.       | Russia               | 5   | 4       | 3       | 12     |
| 3.       | Germany              | 4   | 4       | 4       | 12     |
| 4.       | Greece               | 2   | 2       | 2       | 6      |
| 5.       | Morocco              | 2   | 2       | 1       | 5      |
| 6=       | Cuba                 | 2   | 2       | 0       | 4      |
| 6=       | Italy                | 2   | 2       | 0       | 4      |
| 8.       | Spain                | 2   | 1       | 1       | 4      |
| 9.       | Ethiopia             | 2   | 0       | 3       | 5      |
| 10.      | Romania              | 2   | 0       | 2       | 4      |
| 11.      | Czech Republic       | 2   | 0       | 1       | 3      |
| 12.      | Regne Unit           | 1   | 4       | 2       | 7      |
| 13.      | Kenya                | 1   | 4       | 1       | 6      |
| 14.      | France               | 1   | 2       | 0       | 3      |
| 15=      | Australia            | 1   | 1       | 2       | 4      |
| 15=      | Ukraine              | 1   | 1       | 2       | 4      |
| 17.      | Xina                 | 1   | 1       | 0       | 2      |
| 18=      | Bahamas              | 1   | 0       | 0       | 1      |
| 18=      | Denmark              | 1   | 0       | 0       | 1      |
| 18=      | Finland              | 1   | 0       | 0       | 1      |
| 18=      | North Korea          | 1   | 0       | 0       | 1      |
| 22.      | Brazil               | 0   | 2       | 1       | 3      |
| 23.      | Canada               | 0   | 2       | 0       | 2      |
| 24.      | Jamaica              | 0   | 1       | 5       | 6      |
| 25=      | Japan                | 0   | 1       | 1       | 2      |
| 25=      | Nigeria              | 0   | 1       | 1       | 2      |
| 27=      | Bulgaria             | 0   | 1       | 0       | 1      |
| 27=      | Ecuador              | 0   | 1       | 0       | 1      |
| 27=      | Hungary              | 0   | 1       | 0       | 1      |
| 27=      | Mozambique           | 0   | 1       | 0       | 1      |
| 27=      | Poland               | 0   | 1       | 0       | 1      |
| 27=      | South Africa         | 0   | 1       | 0       | 1      |
| 33.      | Mexico               | 0   | 0       | 2       | 2      |
| 34=      | Algeria              | 0   | 0       | 1       | 1      |
| 34=      | Samoa Nord-americana | 0   | 0       | 1       | 1      |
| 34=      | Belgium              | 0   | 0       | 1       | 1      |
| 34=      | Israel               | 0   | 0       | 1       | 1      |
| 34=      | Norway               | 0   | 0       | 1       | 1      |
| 34=      | Slovenia             | 0   | 0       | 1       | 1      |
| 34=      | Sweden               | 0   | 0       | 1       | 1      |
| 34=      | Switzerland          | 0   | 0       | 1       | 1      |
| 34=      | Syria                | 0   | 0       | 1       | 1      |
|          |                      |     |         |         |        |